# KeePassXC
KeePassXC es un gestor de contraseñas libre y de código abierto. Empezó como una rama comunitaria de KeePassX (rama multiplataforma de KeePass).
Está programado utilizando librerías Qt5, haciéndolo una aplicación multiplataforma la cual puede ser ejecutada sobre Linux, Windows, y macOS.
KeePassXC utiliza el formato de contraseña de base de datos de KeePass 2.x (.kdbx) como el formato nativo. Puede también importar (y convertir) bases de datos de KeePass 1 (.kdb) de versión 2 y anteriores. KeePassXC soporta tener archivos claves y YubiKey challenge-response para seguridad adicional.
La Fundación Frontera Electrónica menciona KeePassXC como "un ejemplo de gestor de contraseñas que es de software libre y de código abierto." La tecnología colectiva PrivacyTools ha incluido KeePassXC en su lista de software de gestores de contraseñas recomendados debido a su activo desarrollo.